# Lo de Gabriel
Lo de Gabriel är en ort i Mexiko.   Den ligger i kommunen Badiraguato och delstaten Sinaloa, i den västra delen av landet, 1 100 km nordväst om huvudstaden Mexico City. Lo de Gabriel ligger 633 meter över havet och antalet invånare är 114.
Terrängen runt Lo de Gabriel är huvudsakligen kuperad, men västerut är den bergig. Runt Lo de Gabriel är det mycket glesbefolkat, med 6 invånare per kvadratkilometer. Närmaste större samhälle är San Javier de Abajo, 19,9 km norr om Lo de Gabriel. I omgivningarna runt Lo de Gabriel växer huvudsakligen savannskog.